# Cikaden
Cikaden (russisk: Попрыгунья, translit.: Poprygunja, på dansk noget frit oversat "hopperen") er en sovjetisk dramafilm fra 1955 produceret af Mosfilm og instrueret af Samson Samsonov.
Filmen er baseret på en novelle skrevet af Anton Tjekhov.
Filmen havde dansk premiere i 1964.

## Handling
Filmens kvindelige hovedperson er konstant på jagt efter en "fremragende personlighed" og bemærker ikke, at en sådan personlighed faktisk er den mand hun forlod, og indser først dette efter hans død.

## Medvirkende
- Sergej Bondartjuk som Dr. Osip Dymov
- Ljudmila Tselikovskaja som Olga Dymova
- Vladimir Druzjnikov som Ryabovskij
- Jevgenij Teterin som Fedor Lukitj Korostylev
- Anatolij Aleksin

## Priser og nomineringer
Filmen blev nomineret til en BAFTA-award i kategorien "Bedste Film". Filmen blev endvidere nomineret til en Guldløve ved filmfestivalen i Venedig i 1955, hvor filmen modtog den næstfineste pris, Sølvløven. Den kvindelige hovedrolleindehave Ljudmilla Tselikovskaja modtog en Jussi Award i Finland for bedste kvindelige hovedrolle.